# Columba oenas

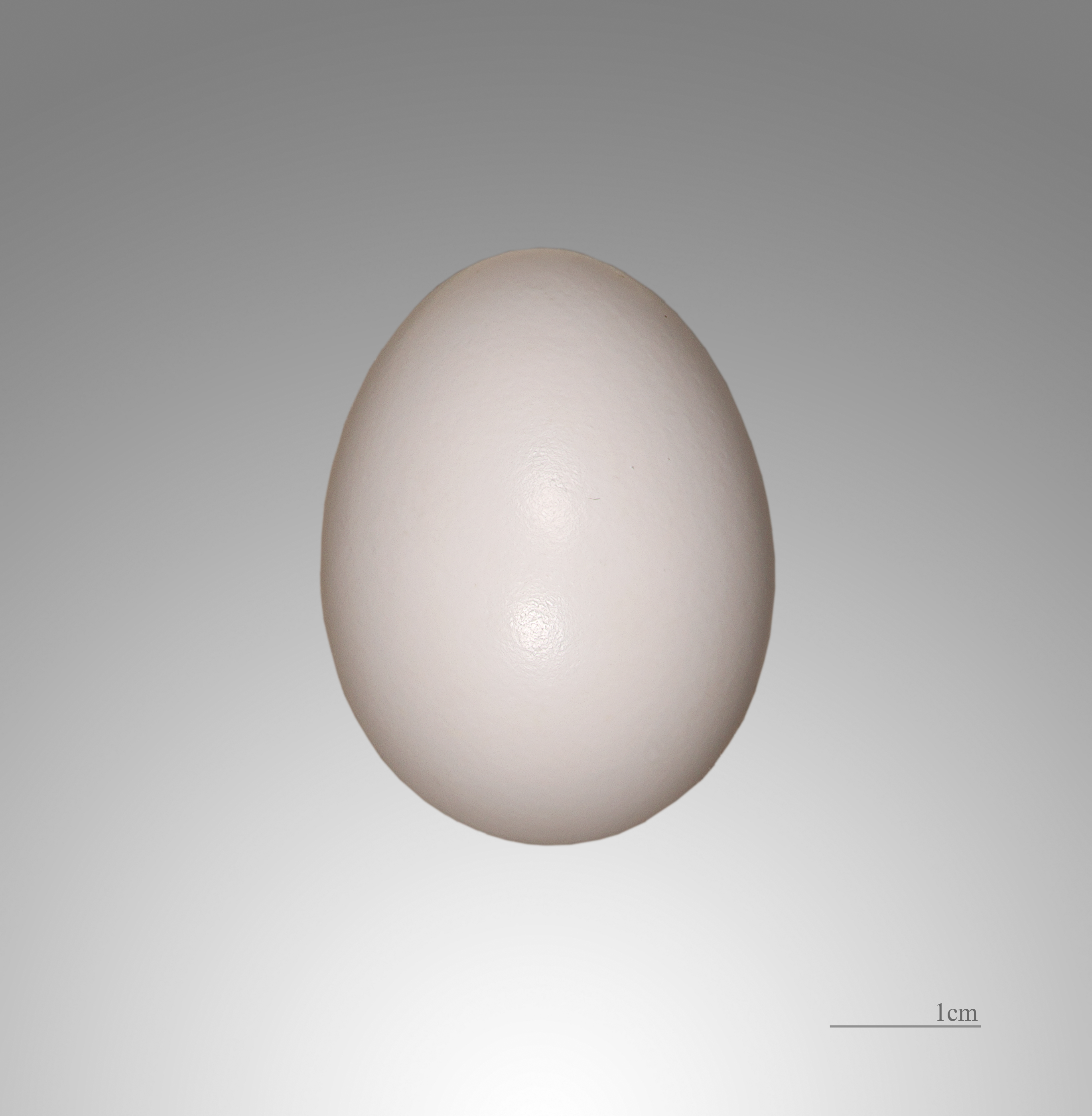
Columba oenas

Columba oenas là một loài chim trong họ Columbidae.

## Hình ảnh

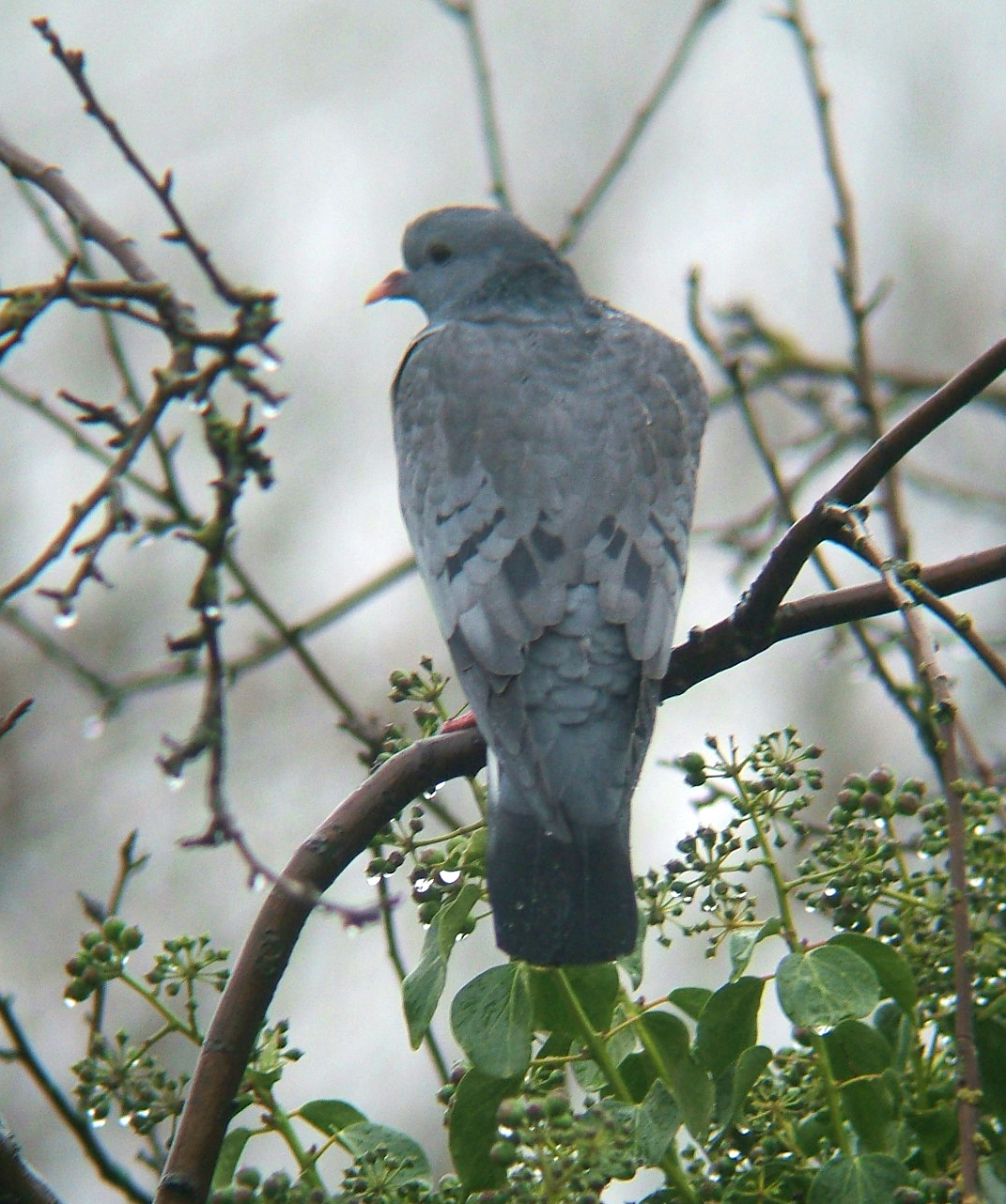
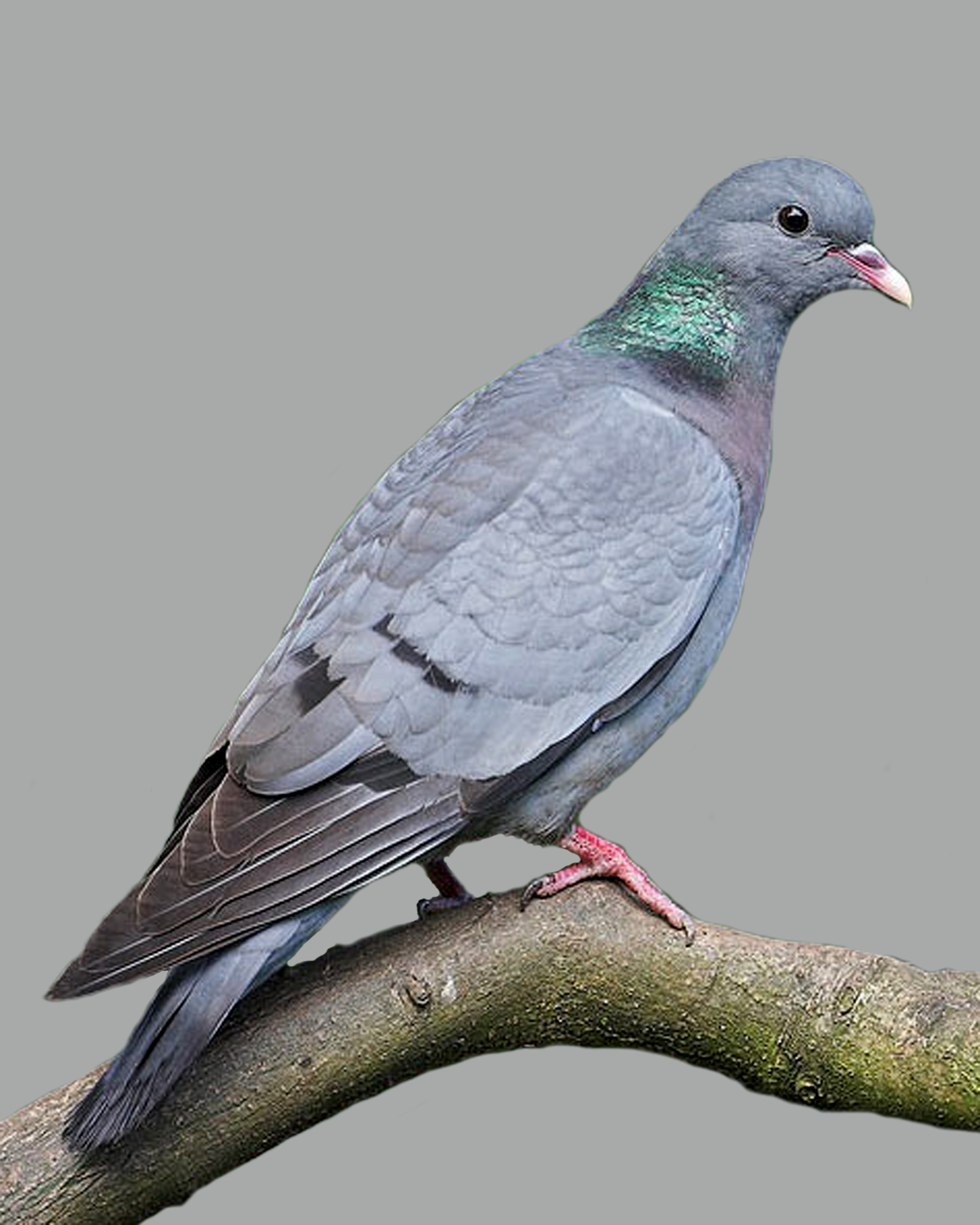